# Benedictus

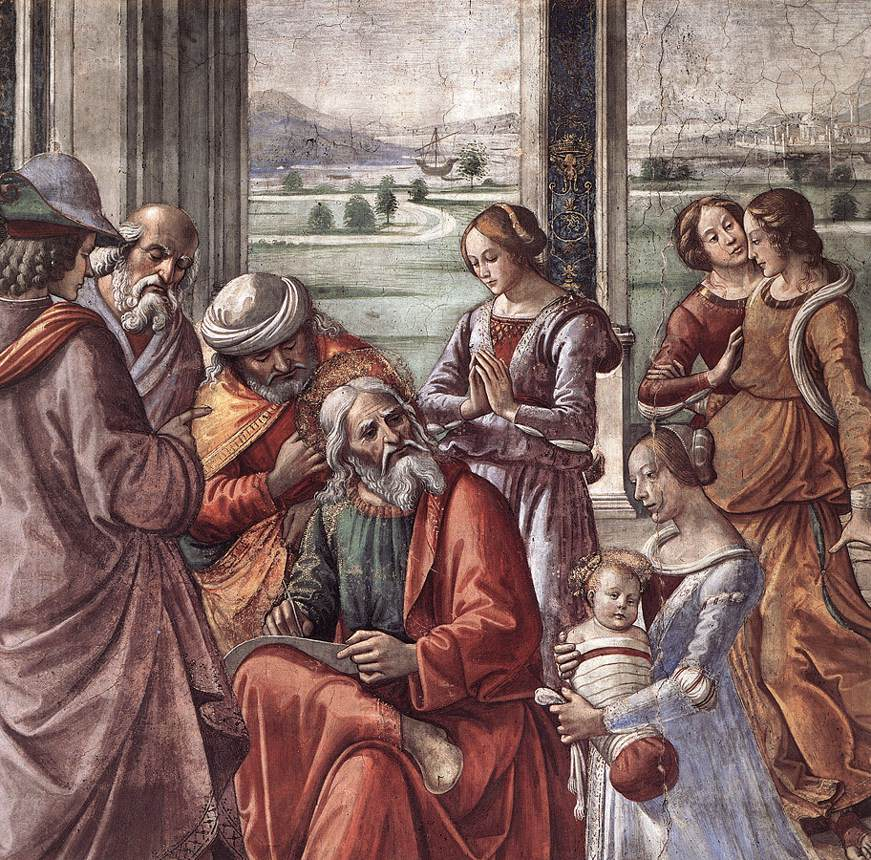
Захарія записує ім'я Сина Його (Доменіко Гірландайо. Фреска капели Торнабуоні, Санта-Марія-Новела, Флоренція).

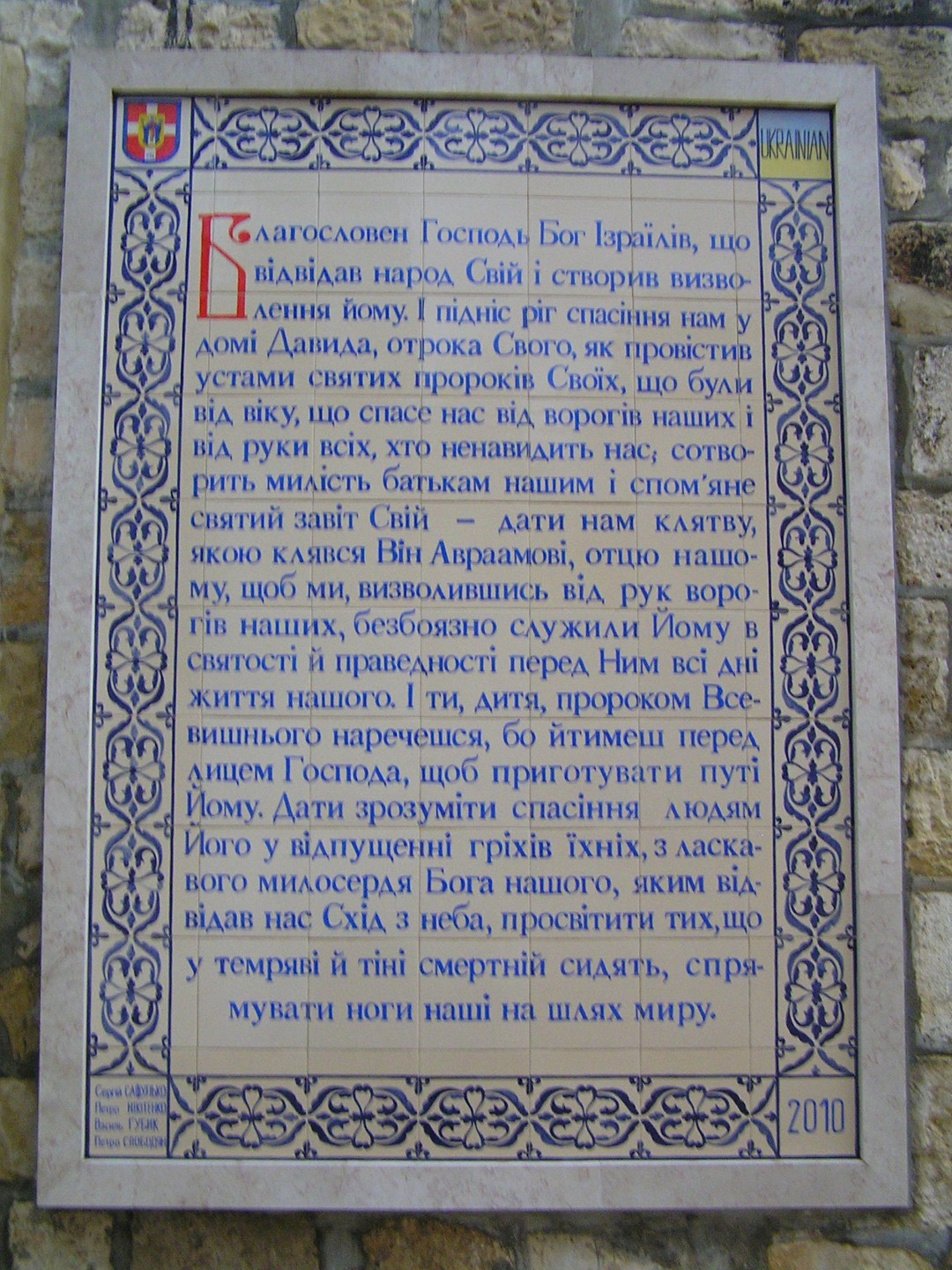
Benedictus текст українською мовою у Церкві святого Івана Хрестителя в Ейн Карем

Benedictus (Пісня Захарії) — наведені в Євангелії від Луки (Лк. 1:68–79) подячні слова Захарії, які він вимовив під впливом Святого Духа після народження сина Івана. Пісня використовується в християнському богослужінні.

## Текст
- Український:

Благословенний Господь, Бог Ізраїлів, що зглянувся й визволив люд Свій!
Він ріг спасіння підніс нам у домі Давида, Свого слуги,
як був заповів відвіку устами святих пророків Своїх,
що від ворогів наших визволить нас, та з руки всіх наших ненависників,
що вчинить Він милість нашим отцям, і буде пригадувати Свій святий заповіт,
що дотримає й нам ту присягу, якою Він присягавсь Авраамові, отцю нашому,
щоб ми, визволившись із руки ворогів, служили безстрашно Йому
у святості й праведності перед Ним по всі дні життя нашого.
Ти ж, дитино, станеш пророком Всевишнього, бо будеш ходити перед Господом, щоб дорогу Йому приготувати,
щоб народу Його дати пізнати спасіння у відпущенні їхніх гріхів,
через велике милосердя нашого Бога, що ним Схід із висоти нас відвідав,
щоб світити всім тим, хто перебуває в темряві й тіні смертельній, щоб спрямувати наші ноги на дорогу миру!
- Грецький:

Εὐλογητὸς κύριος ὁ θεὸς τοῦ Ἰσραήλ,
ὁτι ἐπεσκέψατο καὶ ἐποίησεν λύτρωσιν τῷ λαῷ αὐτοῦ,
καὶ ἠγειρεν κέρας σωτηρίας ἡμῖν
ἐν οἴκῳ Δαυὶδ παιδὸς αὐτοῦ,
καθὼς ἐλάλησεν διὰ στόματος τῶν ἀγίων ἀπ' αἰῶνος προφητῶν αὐτοῦ,
σωτηρίαν ἐξ ἐχθρῶν ἡμῶν καὶ ἐκ χειρὸς πάντων τῶν μισούντων ἡμᾶς•
ποιῆσαι ἔλεος μετὰ τῶν πατέρων ἡμῶν
καὶ μνησθῆναι διαθήκης ἀγίας αὐτοῦ,
ὅρκον ὃν ὤμοσεν πρὸς Ἀβραὰμ τὸν πατέρα ἡμῶν,
τοῦ δοῦναι ἡμῖν
ἀφόβως ἐκ χειρὸς ἐχθρῶν ῥυσθέντας
λατρεύειν αὐτῷ ἐν ὁσιότητι
καὶ δικαιοσύνῃ ἐνώπιον αὐτοῦ πάσαις ταῖς ἡμέραις ἡμῶν.
Καὶ σὺ δέ, παιδίον, προφήτης ὑψίστου κληθήσῃ,
προπορεύσῃ γὰρ ἐνώπιον κυρίου ἑτοιμάσαι ὁδοὺς αὐτοῦ,
τοῦ δοῦναι γνῶσιν σωτηρίας τῷ λαῷ αὐτοῦ
ἐν ἀφέσει ἀμαρτιῶν αὐτῶν,
διὰ σπλάγχνα ἐλέους θεοῦ ἡμῶν,
ἐν οἷς ἐπισκέψεται ἡμᾶς ἀνατολὴ ἐξ ὑψους,
ἐπιφᾶναι τοῖς ἐν σκότει καὶ σκιᾷ θανάτου καθημένοις,
τοῦ κατευθῦναι τοὺς πόδας ἡμῶν εἰς ὁδὸν εἰρήνης.
- Латинський:[2]

Benedictus Dominus Deus Israel; quia visitavit et fecit redemptionem plebi suae
et erexit cornu salutis nobis, in domo David pueri sui,
sicut locutus est per os sanctorum, qui a saeculo sunt, prophetarum eius,
salutem ex inimicis nostris, et de manu omnium, qui oderunt nos;
ad faciendam misericordiam cum patribus nostris, et memorari testamenti sui sancti,
iusiurandum, quod iuravit ad Abraham patrem nostrum, daturum se nobis,
ut sine timore, de manu inimicorum liberati, serviamus illi
in sanctitate et iustitia coram ipso omnibus diebus nostris.
Et tu, puer, propheta Altissimi vocaberis: praeibis enim ante faciem Domini parare vias eius,
ad dandam scientiam salutis plebi eius in remissionem peccatorum eorum,
per viscera misericordiae Dei nostri, in quibus visitabit nos Oriens ex alto,
illuminare his, qui in tenebris et in umbra mortis sedent, ad dirigendos pedes nostros in viam pacis.